# ハニーズ
株式会社ハニーズ（英: HONEYS CO., LTD.）は、福島県いわき市に本社を置くヤングカジュアル婦人服を中心とした企画・製造・販売会社である。持株会社の株式会社ハニーズホールディングス（英: HONEYS HOLDINGS CO., LTD.）が東京証券取引所プライム市場に上場している。

## 概要
「高感度、高品質、リーズナブルプライス」をキーコンセプトとして掲げる。小売店舗は、地下街や駅前百貨店などへの出店も見られるがイオン系などの郊外大規模小売店内の店子がメイン。郊外大規模店の成長とともに店舗数を増加させ、全国・海外へ展開している。
福島の本社から実際に渋谷などに社員が出向き、流行の服を調査（デザイン料の圧縮と種類の確保）して、短期（約40日程度）でデザインから縫製（韓国・中国）まで行い、比較的少量生産で在庫を減らして、安価に薄利多売するクイックレスポンス形式をとっている。他社では、流行の服は、ファッションショーで作られ、長いスパンで用意され、シーズン初期に最も高い利潤をあげるが、シーズン後期までに売り切れずに在庫化してしまい、バーゲンセールなどで処分される。同社は、毎週売れている服を調査してシーズンを細切れにし、流行後追い型の消費者に対して短期に売り抜けることで、あくまでも一定の利潤を確保する仕組みをとっている。

## 沿革
- 1978年 - 婦人服販売を主目的に、有限会社エジリを設立。福島県いわき市に1号店開業。
- 1985年 - 企画製造部門の株式会社ハニークラブを設立（2016年清算）。
- 1986年 - 首都圏進出を開始。株式会社ハニーズ（初代）へ組織変更。
- 1989年 - 首都圏への店鋪展開を本格化。50店鋪を達成。
- 1991年 - 中国・東南アジア各国において自社企画商品の委託生産を開始。
- 1992年 - 100店舗達成。
- 1998年 - 創立20周年を機に、本社社屋移転拡張。
- 1999年 - 東京事務所移設。
- 2001年 - 本格的に中国生産へ移行。
- 2003年 - 200店舗達成。JASDAQ上場。
- 2004年 - 300店舗達成。全都道府県へ出店。
- 2005年 - 東京証券取引所一部上場。400店舗達成。
- 2006年 - 中華人民共和国 上海市に好麗姿(上海)服飾商貿有限公司を設立。600店舗達成。
- 2007年 - 新業態シェリーコートの展開開始。株式会社アナザーノーツに出資し連結子会社化。
- 2008年 - 創立30周年。900店舗達成。株式会社アナザーノーツを吸収合併。
- 2009年 - 1,000店舗達成。
- 2012年 - ミャンマー ヤンゴン管区に Honeys Garment Industry Limited を設立。ミャンマー第一工場稼働。
- 2013年 - 新業態パンツワールドの展開開始。
- 2015年 - ミャンマー第二工場稼働。障がい者雇用促進を目的とした特例子会社 株式会社ハニーズハートフルサポートを設立。
- 2016年 - 株式会社ハニークラブを清算。株式会社ハニーズ分割準備会社を設立。
- 2017年 - 持株会社体制に移行。株式会社ハニーズ（初代）は持株会社となり、株式会社ハニーズホールディングスへ商号変更。分割準備会社の株式会社ハニーズ分割準備会社に事業を承継し、同社は株式会社ハニーズ（2代）へ商号変更。

## 展開店舗

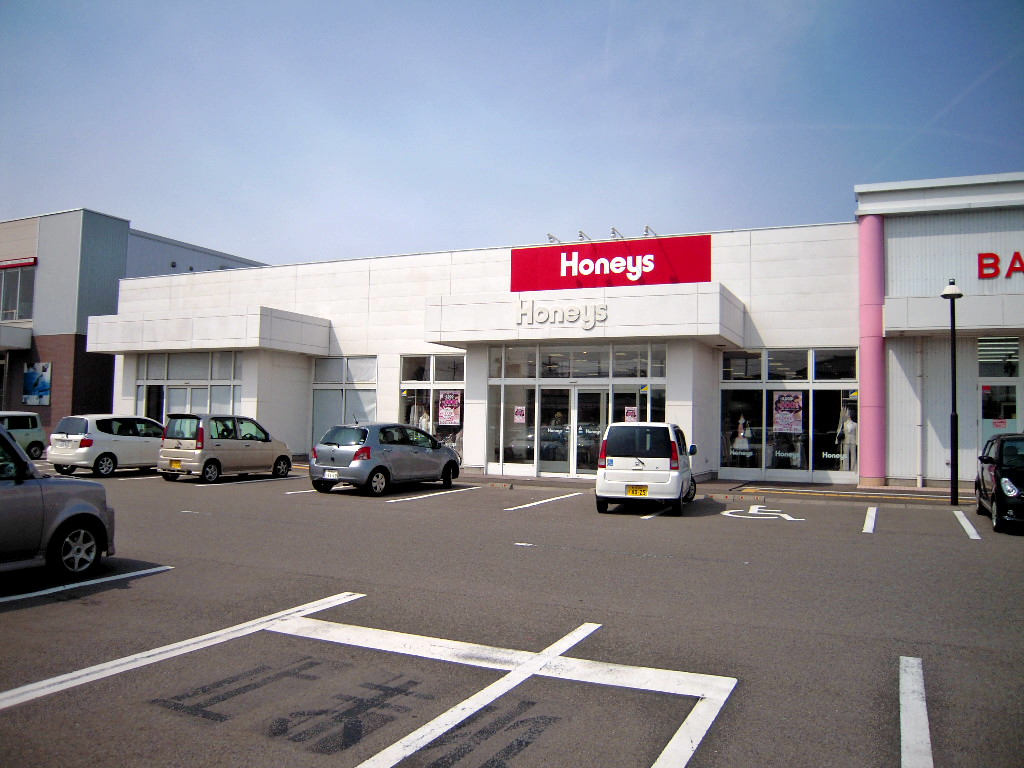
店舗例：ハニーズ新津店

- Honeys
- CINEMA CLUB
- HONEYS CLUB
- CROSS OVER
- GLACIER
- Shelly Coat
- She'Labo
- PANTS WORLD

## テレビ番組
- 日経スペシャル ガイアの夜明け 「ファッションも鮮度が命」 ～流行をすばやく追いかけろ～（2006年5月9日、テレビ東京）[4] - 「開発者＝消費者」の開発スタイルを取材。